# Ruta de Illinois 185
La Ruta de Illinois 185, y abreviada IL 185 (en inglés: Illinois Route 185) es una carretera estatal estadounidense ubicada en el estado de Illinois. La carretera inicia en el sur desde la IL 127     en Taylor Springs hacia el norte en la IL 37     en Farina. La carretera tiene una longitud de 80,3 km (49.88 mi).

## Mantenimiento
Al igual que las autopistas interestatales, y las rutas federales y el resto de carreteras estatales, la Ruta de Illinois 185 es administrada y mantenida por el Departamento de Transporte de Illinois por sus siglas en inglés IDOT.